# Kevin Conroy
Kevin Conroy (Westbury, 30 novembre 1955 – New York, 10 novembre 2022) è stato un attore e doppiatore statunitense.
È noto principalmente per essere stato la voce ufficiale di Batman in vari cartoni animati e nei videogiochi della serie Batman: Arkham (eccetto Arkham Origins).

## Biografia
Nato a Westbury (New York), a undici anni Conroy su trasferì a Westport (Connecticut), e nel 1973 a New York, dove frequentò la Juilliard School; si diplomò nel 1978, e partecipò ad un tour con l'opera di Ira Levin Deathtrap.
Spostatosi in California, nel 1980 ebbe un ruolo nella soap opera Destini, e divenne affiliato al Old Globe Theatre di San Diego, dove portò in scena alcune opere di Shakespeare. Tornò in seguito a partecipare a produzioni televisive, sia con ruoli regolari (Aspettando il domani, Ohara, Tour of Duty) sia come guest star (Cin cin, Dynasty, Aspettando il domani, Matlock).
Nel 1992 diventò la voce ufficiale di Batman nella serie animata Batman (1992-1995). Doppiò il personaggio anche nelle successive serie animate, tra cui Batman - Cavaliere della notte (1997-1999), Batman of the Future (1999-2001), Justice League (2001-2004), Justice League Unlimited e Justice League Action! (2016-2018) e in diversi film d'animazione, tra cui Batman - La maschera del Fantasma (1993), Batman of the Future - Il ritorno del Joker (2000), Batman - Il cavaliere di Gotham (2008) e  Justice League: Doom (2012). Ha inoltre prestato la propria voce per i videogiochi Batman: Arkham Asylum (2009), Batman: Arkham City (2011) e Batman: Arkham Knight (2015).
È morto il 10 novembre del 2022 per un cancro all'intestino.

## Filmografia

### Cinema
- Chain of Desire, regia di Temístocles López (1992)
- I Know That Voice, regia di Lawrence Shapiro (2013)
- Yoga Hosers, regia di Kevin Smith (2016)

### Televisione
- Destini (Another World) – serie TV, 2 episodi (1980)
- Kennedy – miniserie TV (1983)
- George Washington – miniserie TV (1984)
- Aspettando il domani (Search for Tomorrow) – serie TV, 4 episodi (1984-1985)
- Matlock – serie TV, 1 episodio (1986)
- Vietnam addio (Tour of Duty) - serie TV, 12 episodi (1987-1988)
- Cin cin (Cheers) – serie TV, 2 episodi (1989-1990)
- Rachel Gunn, R.N. – serie TV (1992)
- The Office – serie TV, 6 episodi (1995)
- Batwoman - serie TV, episodio 01x09 (2019)

### Doppiatore

#### Serie animate
- Batman (1992-1995)
- Batman - Cavaliere della notte (1997-1999)
- Batman of the Future (1999-2001)
- Justice League (2001-2004)
- Static Shock, 5 episodi (2002-2004)
- Justice League Unlimited (2004-2006)
- Justice League Action (2016-2018)
- Masters of the Universe: Revelation (2021)
- Devil May Cry   (2025) - postumo

#### Film d'animazione
- Batman - La maschera del Fantasma (1993)
- Batman & Mr. Freeze: SubZero (1998)
- Batman of the Future - Il ritorno del Joker (2000)
- Batman - Il mistero di Batwoman (2003)
- Batman - Il cavaliere di Gotham (2008)
- Superman/Batman: Nemici pubblici (2009)
- Superman/Batman: Apocalypse (2010)
- Justice League: Doom (2012)
- Justice League: The Flashpoint Paradox (2013)
- Batman: Assault on Arkham (2014)
- Batman vs. Robin (2015)
- Batman: The Killing Joke (2016)
- Justice League - Crisi sulle Terre infinite - Parte 3 (2024) - postumo

#### Videogiochi
- The Adventures of Batman & Robin (1994), voce di Bruce Wayne/Batman
- Crusaders of Might and Magic (1999), voce di Drake
- Batman: Vengeance (2001), voce di Bruce Wayne/Batman
- Jak and Daxter: The Precursor Legacy (2001), voce del Pescatore
- Max Payne 2: The Fall of Max Payne (2003), voce di Lord Jack
- Batman: Rise of Sin Tzu (2003), voce di Bruce Wayne/Batman
- Lords of EverQuest (2003), voce di Lord Palasa
- Batman: Arkham Asylum (2009), voce di Bruce Wayne/Batman e Thomas Wayne
- DC Universe Online (2011), voce di Bruce Wayne/Batman
- Batman: Arkham City (2011), voce di Bruce Wayne/Batman e Thomas Elliot/Hush
- Batman: Arkham City Lockdown (2011), voce di Bruce Wayne/Batman
- Injustice: Gods Among Us (2013), voce di Bruce Wayne/Batman
- Infinite Crisis (2015), voce di Bruce Wayne/Batman
- Batman: Arkham Knight (2015), voce di Bruce Wayne/Batman e Thomas Elliot / Hush
- Batman: Arkham VR (2016), voce di Bruce Wayne/Batman e Thomas Wayne
- Injustice 2 (2017), voce di Bruce Wayne/Batman
- LEGO DC Super-Villains (2018), voce di Bruce Wayne/Batman
- MultiVersus (2022), voce di Bruce Wayne/Batman
- Suicide Squad: Kill the Justice League (2024), voce di Bruce Wayne/Batman[3]

## Doppiatori italiani
Nelle versioni in italiano delle opere in cui ha recitato, Kevin Conroy è stato doppiato da:
- Marco Baroni in Aspettando il domani
- Luigi Montini in Vietnam addio
- Massimo Rossi in Batwoman

Da doppiatore è stato sostituito da:
- Marco Balzarotti in Batman, Batman - Cavaliere della notte, Batman e Superman - I due supereroi, Batman & Mr. Freeze - Subzero, Batman of the Future, Justice League, Static Shock, Batman of the Future - Il ritorno del Joker, Batman - Il mistero di Batwoman, Justice League Unlimited, Batman: Il cavaliere di Gotham, Batman: Arkham Asylum, Batman: The Brave and the Bold, Batman: Arkham City, Batman: Arkham Knight, LEGO DC Super-Villains, MultiVersus
- Mario Zucca in Batman of the Future, Batman of the Future - Il ritorno del Joker
- Stefano Mondini in Superman, Batman e Superman - I due supereroi (ridoppiaggo TV)
- Fabrizio Pucci in Superman/Batman: Nemici pubblici, Superman/Batman: Apocalypse
- Fabrizio Temperini in Batman - La maschera del Fantasma
- Francesco De Francesco in Masters of the Universe: Revelation
- Alessandro Conte in Suicide Squad: Kill the Justice League
- Saverio Inidrio in Devil May Cry